# Міністерство закордонних справ Азербайджану
Міністерство закордонних справ Азербайджанської Республіки, МЗС Азербайджану — зовнішньополітичне відомство, орган виконавчої влади Азербайджану, який здійснює державне управління в галузі зовнішніх політичних зв'язків Азербайджанської Республіки.

## Загальна інформація
Підвідомча Президенту Азербайджану відповідно до законодавства Азербайджанської Республіки.  
МЗС Азербайджану було вперше засновано 28 травня 1918, в день утворення Азербайджанської Демократичної Республіки.  
Головне завдання міністерства — розробка загальної стратегії зовнішньої політики, представлення відповідних пропозицій Президентові і реалізація зовнішньополітичного курсу держави.  
МЗС здійснює свою діяльність за допомогою дипломатичних представництв та консульських установ. 

## Міністр закордонних справ Азербайджану
З 2004 року міністерство очолює Ельмар Мамед'яров. 

## Заступники міністра закордонних справ
Станом на листопад 2010 року: 
- Азімов Араз Беюкага огли
- Халафов Халаф Али огли
- Мамедгуліев Махмуд Ахмедогли
- Пашаєв Хафіз Мир-Джалал огли
- Садігов Вагіф Ісмаїл огли
- Гусейнов Надир Сабір огли

## Структура МЗС Азербайджану[1]
- Секретаріат
- Прес-служба
- Посли з особливих доручень
- Служба державного протоколу
- Управління МЗС у Нахічеванській АР
- Управління міжнародної безпеки
- Управління стратегічного планування зовнішньої політики
- Перше управління (Захід)
- Друге управління (Схід)
- Управління міжнародного права і договорів
- Управління економічного співробітництва та розвитку
- Управління з прав людини і гуманітарних питань

## Підвідомчі організації
- Азербайджанська дипломатична академія